# حوزه انتخابیه پنجم کنتاکی
حوزه انتخابیه پنجم کنتاکی یک حوزه انتخابیه مجلس نمایندگان آمریکا است که در ایالت کنتاکی قرار دارد.